# St Paul Malmesbury Without
St Paul Malmesbury Without è una parrocchia civile della contea del Wiltshire istituita nel 1840 che comprende il villaggio di Corston con le frazioni di Milbourne e Rodbourne e varie altre località, nel Sud Ovest dell'Inghilterra, Regno Unito.

## Geografia

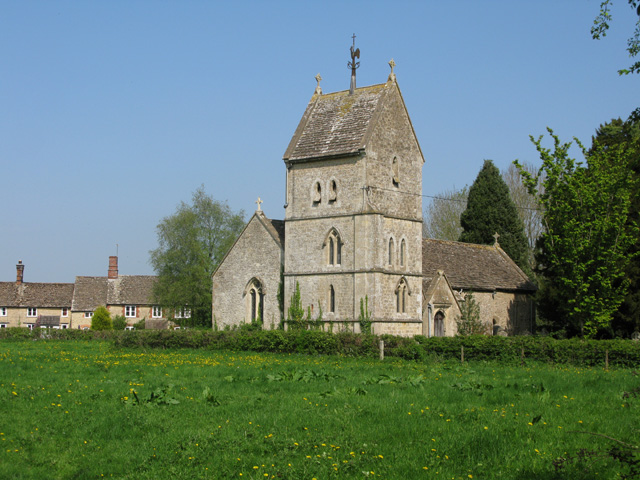
Chiesa della Santa Croce a Rodbourne

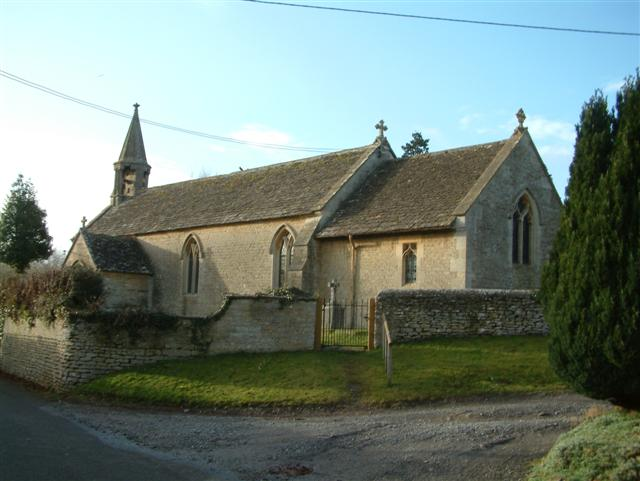
Chiesa di Tutti i Santi a Corston

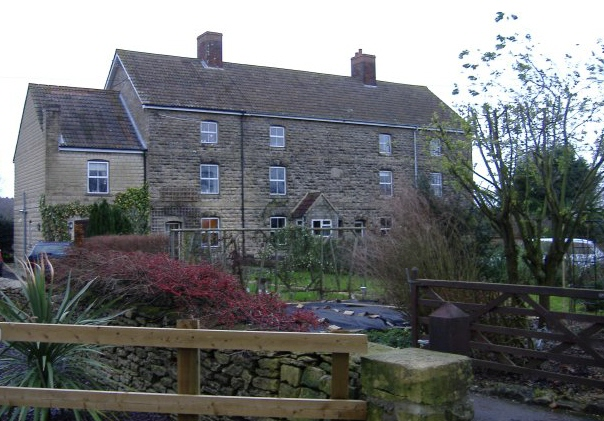
Mulino a Milbourne

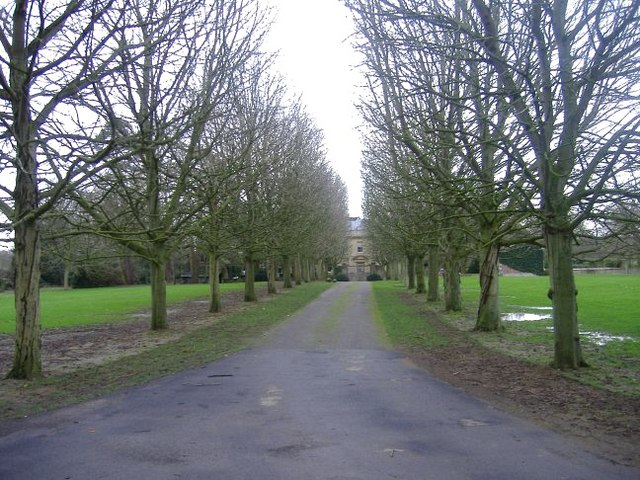
Cole Park

La parrocchia civile di tipo rurale comprende diversi piccoli e medi insediamenti. Circonda Malmesbury a nord, est e sud. Nella periferia sud-orientale di Malmesbury la parrocchia comprende case lungo la strada B4042 Swindon, insieme allo sviluppo noto come Cowbridge Mill, sul sito di Cowbridge House. A sud, la parrocchia si estende per circa 4 miglia da Malmesbury, quasi fino a Stanton St Quintin, comprese parti di Hullavington Airfield e l'adiacente Buckley Barracks. Il fiume Bristol Avon forma parte dei confini nord ed est. Il suo affluente, il Gauze Brook, ne attraversa il territorio. La parrocchia è composta da due quartieri: il quartiere di Westport (a sud-ovest della città) e il quartiere di St. Paul (a est della città). Copre gli insediamenti di Milbourne, Cowbridge Mills, Corston, Foxley & Common Roads e Rodbourne, Buckley Barracks e Kings Heath, per citarne solo alcuni, oltre a molte aree rurali. Vi sono terreni argillosi a sud del villaggio di Milbourne e a nord. Il Cornbrash favorisce l'arabile e i campi aperti vicino al villaggio di Corston erano sia sul Cornbrash che sull'argilla. La maggior parte del terreno tra il ruscello Gauze e la città è stato a lungo pascolo e parco. Quello che divenne poi il parco Cole, accanto all'Avon a sud della città, era boscoso nel Medioevo, ma in seguito c'erano poche aree boschive nella parrocchia. Nel XIX e nel XX secolo c'erano cave vicino al villaggio di Corston e alla periferia della città, e l'argilla nella parte meridionale della parrocchia era utilizzata per fabbricare mattoni.

## Storia
La parrocchia civile è stata istituita nel 1840 e il suo territorio è stato diviso tra una parrocchia di Malmesbury e una parrocchia di Westport. Nel 1886 è stato creato il distretto di Malmesbury e pochi anni dopo la parte ridotta della parrocchia di Malmesbury è stata rinominata parrocchia di St. Paul Malmesbury Without. Il nome deriva dalla chiesa di St. Paul di Malmesbury, della quale rimane solo la torre occidentale. Nel 1896 tutta la parrocchia di Westport al di fuori del distretto di Malmesbury venne trasferita alla parrocchia di St. Paul Malmesbury Without. Nel 1937 aprì sul territorio la RAF Hullavington e nel 1939 la EKCO istituì una "fabbrica ombra" a Cowbridge specializzata nello sviluppo e nella produzione top secret di nuovi sistemi radar utilizzati nella seconda guerra mondiale. Nel 1956 l'area edificata della parrocchia adiacente a Malmesbury venne trasferita a Malmesbury.

## Monumenti e luoghi d'interesse
Nel territorio di St Paul Malmesbury Without sono presenti vari edifici e luoghi d'interesse:
- Chiesa della Santa Croce a Rodbourne. La chiesa parrocchiale anglicana appartiene alla diocesi di Bristol e dal 28 ottobre 1959 è considerata un monumento classificato di seconda categoria. La chiesa risale al XII secolo con importanti interventi al presbiterio nel XIII secolo e al portico a sud nel XV secolo. Altre modifiche sono state realizzate nel 1849, poi alla torre sud-ovest nel 1862 e interventi di restauro conservativo nel 1903. La struttura è in pietra e i tetti sono in ardesia. Il lato sud della navata ha un montante smussato a due luci sotto la testa piatta, contrafforte centrale con smusso e finestra a due luci. Il lato sud del presbiterio ha una porta ad arco triangolare. Il lato nord ha una finestra a due luci con fermi frontali per modanatura.[5]
- Chiesa di Tutti i Santi a Corston. Chiesa parrocchiale anglicana risalente all'inizio del XV secolo ed è un monumento classificato di seconda categoria. Ha avuto una ricostruzione completa nel 1881 col presbiterio ultimato nel 1911. L'edificio è in pietre squadrate e rigate e i tetti sono in ardesia. La navata ha finestre a due luci in stile XIII secolo. Il presbiterio ha finestre a una luce in stile XV. La torretta campanaria è aperta sui lati con traforo merlato alla cornice e cappello piramidale in piombo. Sulla facciata ovest sotto la torretta un contrafforte si sviluppa in un doccione sopra una finestra a due luci secondo lo stile del XV secolo. Il portico sud è a due falde con arco d'ingresso a tripla onda e porta interna a tutto sesto con porta in asse.[6]
- Chiesa di San Paolo, Malmesbury. L'edificio storico si è perduto. La chiesa era stata edificata già entro il 1191 e fu la chiesa parrocchiale della città, mentre i monaci usavano la chiesa abbaziale dedicata a Santa Maria e Sant'Aldhelm. Agli inizi del 1500 la chiesa era in pessimo stato di conservazione e nel 1541 fu sostituita dalla chiesa dell'abbazia recentemente sciolta. Già nel 1542 si diceva che tutto ciò che rimaneva della chiesa di San Paolo fosse la sola torre occidentale, poi utilizzata come casa di abitazione. È possibile che una parte orientale residua dell'antico luogo di culto abbia continuato ad essere utilizzata per scopi ecclesiastici fino al 1630. In seguito fu utilizzata per le riunioni della Corporazione, fu poi un ospizio per i poveri e, quando fu demolita nel 1852, era ormai un magazzino di legname. La torre del XIV secolo in pietra calcarea con rivestimenti in bugnato è rimasta e ospita otto campane che vengono suonate per i servizi nella chiesa abbaziale.[7]
- Cole Park. Si tratta di un'ampia area a parco considerata un monumento classificato.[8]